# Критска школа
Критска школа е условно наименование на направление и стил в изкуството (и литературата), дадено от руския историк на изкуството и византист Никодим Кондаков.
Понятието е широко и включва както гръцките майстори на иконописта, така и италианските художници на живописни олтарни картини от времето на проторенесанса през XIII-XIV век, които изпитват влиянието на т.нар. палеологов ренесанс. 
Остров Крит има своя история след превземането на Константинопол от кръстоносците с разделянето на земите на Ромейската империя. Кралство Кандия (заедно с Йонийските острови) са неизменна част от владенията на Венецианската република, където гръцки и италиански занаятчии и майстори работят рамо до рамо. Един от пристанищните градове на острова – Кандия (на древногръцки Ираклион) е от особено значение. През този град персийските килими, дамаската стомана, турските полуфаянси и сирийските стъклени изделия се внасят във Венеция и другите европейски градове. Всички тези ориенталски продукти се наричат „кандиана“. Местните зографи се наричат „кандиоти“. По този начин в продължение на четири века и половина Кандия изгражда и разпространява своя особена физиономия в изкуството. 
Кандийската война слага край на това явление, а много местни майстори, включително иконописци, се изселват във Венеция и на Апенините като цяло, вкл. на Йонийските острови, където продължават традициите. В Италия критската школа оказва най-голямо въздействие върху сиенската живописна школа. В историята на изкуството се приема, че връх на това специфично направление е творчеството на Ел Греко.